# 鈴木邦雄
鈴木 邦雄（すずき くにお、1948年 - ）は、日本の生態学者。第14代横浜国立大学学長。国立大学法人横浜国立大学名誉教授。理学博士。専門は環境マネジメント、生態学。
宮城県出身。1970年、東北大学理学部生物学科卒業。同年、横浜国立大学教育学部生物学教室に専攻生として入学し、宮脇昭教授の下で植生学の研鑽を積む。横浜国立大学助手、助教授、教授、学部長、理事・副学長を経て、2009-2015年、第14代横浜国立大学学長。2017-2023年、神奈川県立産業技術総合研究所　理事長・副理事長。これまで､神奈川県科学技術会議委員、神奈川県公害審査会調停委員、神奈川科学技術アカデミー評議員、神奈川県ユニセフ協会会長、日本マングローブ学会会長、自然環境復元学会会長、山梨県環境影響等審査会委員、日本ユネスコ国内委員会委員等の公職を歴任。
現在、国立大学法人宇都宮大学理事、公益財団法人・地球環境戦略研究機関　国際生態学センター長、日本ビオトープ協会代表顧問等。
専門は，生態学および環境マネジメント。企業・地域社会の環境マネジメント・環境戦略、地域環境・都市環境計画、ミティゲーション（生態環境再生の技術イノベーション）などを、生態学とマネジメントの視点から調査研究を続けている。1980年から熱帯のマングローブ（東南アジア各国）や熱帯湿地生態系（タイ、マレーシア、カンボジア）のフィールド研究を行ってきた。
2023年、瑞宝中綬章受章。

## 略歴
- 1970年 - 東北大学理学部生物学科卒業
- 1970年 - 横浜国立大学教育学部専攻生
- 1973年 - 横浜国立大学環境科学研究センター助手
- 1982年 - 横浜国立大学経営学部助教授
- 1992年 - 横浜国立大学経営学部教授
- 1999年 - 横浜国立大学経営学部長
- 2001年 - 横浜国立大学大学院環境情報研究院長
- 2001年 - 横浜国立大学大学院環境情報研究院教授
- 2006年 - 国立大学法人横浜国立大学理事・副学長(教育担当)
- 2009年 - 国立大学法人横浜国立大学長(2015年まで)
- 2015年 - 国立大学法人横浜国立大学名誉教授
- 2015年 - 公財・かながわ科学技術アカデミー　事業顧問
- 2017年 - 地方独立行政法人神奈川県立産業技術総合研究所 副理事長
- 2019年 - 地方独立行政法人神奈川県立産業技術総合研究所 理事長(2023年まで)
- 2020年 - 国立大学法人宇都宮大学理事　-現在に至る

## 著書
- 『ハマの大学！　学長のおさらい』（単著、ジアース社教育新社）
- 『生態系の暮らし方』(共著、東海大学出版会）
- 『マネジメントの生態学』（単著、共立出版）
- 『入門　情報セキュリティと企業イノベーション』(共著、ジアース教育新社)
- 『事例で学ぶヒューマンエラー』(共著、麗澤大学出版会)
- 『技術者・研究者にもよく分かる　マネジメント入門』（共著、オプトロニクス社）
- 『熱帯生態学』（共著、朝倉書店）
- 『環境共生社会のグランドデザイン』(共著、NTT出版）
- 『水に浮かぶ森』(単著、信山社）
- 『エコマネジメント入門』（単著、有斐閣）